# Капишаба (Акри)
Капишаба е град — община в югоизточната част на бразилския щат Акри. Общината е част от икономико-статистически микрорегион Риу Бранку, мезорегион Вали ду Акри. Населението на общината към 2010 г. е 8810 души, а територията ѝ е 1713.412 km2 (5,4 д./km²).
Граничи на север и североизток с Риу Бранку, на юг с Боливия, на изток с Боливия и с община Пласиду ди Кастру и на запад с община Шапури.